# Affentheater

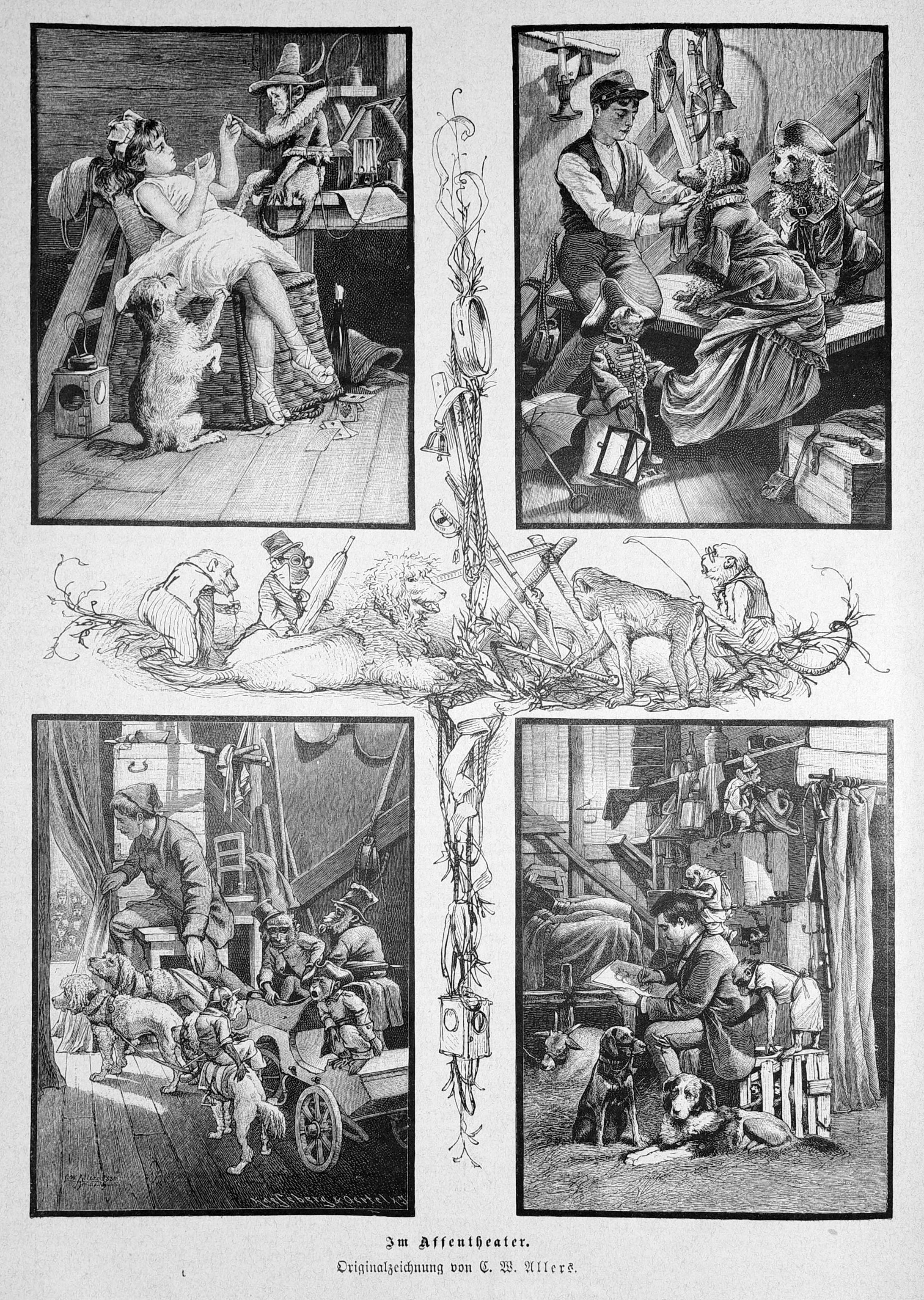
Im Affen- und Hundetheater hinter den Kulissen, 1887

Affentheater ist eine historische Art der erwerbsmäßigen Tierschaustellung zu Unterhaltungs- und Belustigungszwecken.
In Europa waren Affentheater, die meist als reisende Schaustellungen geführt wurden, vor allem in der zweiten Hälfte des 19. Jahrhunderts recht verbreitet. Verkleidete Affen führten akrobatische Kunststücke sowie Imitationen menschlicher Handlungen in kleinen Szenen vor. Affentheater waren in der Regel Schaubuden auf Jahrmärkten, im Winter präsentierten die Prinzipale ihre Darbietungen auch in Gasthaussälen oder Stadttheatern.
Affentheater existieren nicht mehr. Hingegen hat sich der Begriff im Sprachgebrauch für ein übertriebenes Gebaren festgesetzt, zum Beispiel in der Redewendung So ein Affentheater!

## Ausstellung
- Affentheater und andere Viechereien. Zur Kulturgeschichte der Menagerien und Berliner Zoologischer Gärten. Ausstellung des Berliner Stadtmuseums vom 15. November 2006 bis 7. Februar 2007 im Ephraim-Palais